# Волюбіліс
Волюбіліс (араб. وليلي Walili) — археологічна пам'ятка в Марокко, розташована поблизу Мекнеса між Фесом та Рабатом. Найближче місто — Мулей Ідріс. Волюбіліс являє собою руїни давньоримського поселення, які в цій частині північної Африки збереглися найкраще з-поміж існуючих. В 1997 році занесений до Світової спадщини ЮНЕСКО

## Давньоримський період
У давні часи Волюбіліс був важливим давньоримським містом, розташованим поблизу найвіддаленішого західного кордону давньоримських завоювань. Він був збудований на місці поселення карфагенян, яке існувало на цьому місці з 3-го ст. до н. е., і яке, своєю чергою, розташоване на місці поселення часів Неоліту.
У стародавньому Римі Волюбіліс був адміністративним центром провінції Мавританія Тінгітанська. Назва «Волюбіліс» (латиною — «Щедрість») вказує на плодючі землі провінції, яка виробляла зерно та оливкову олію, експортовані до Риму, і які були основними чинниками її багатства та квітучості

## Післяримський період

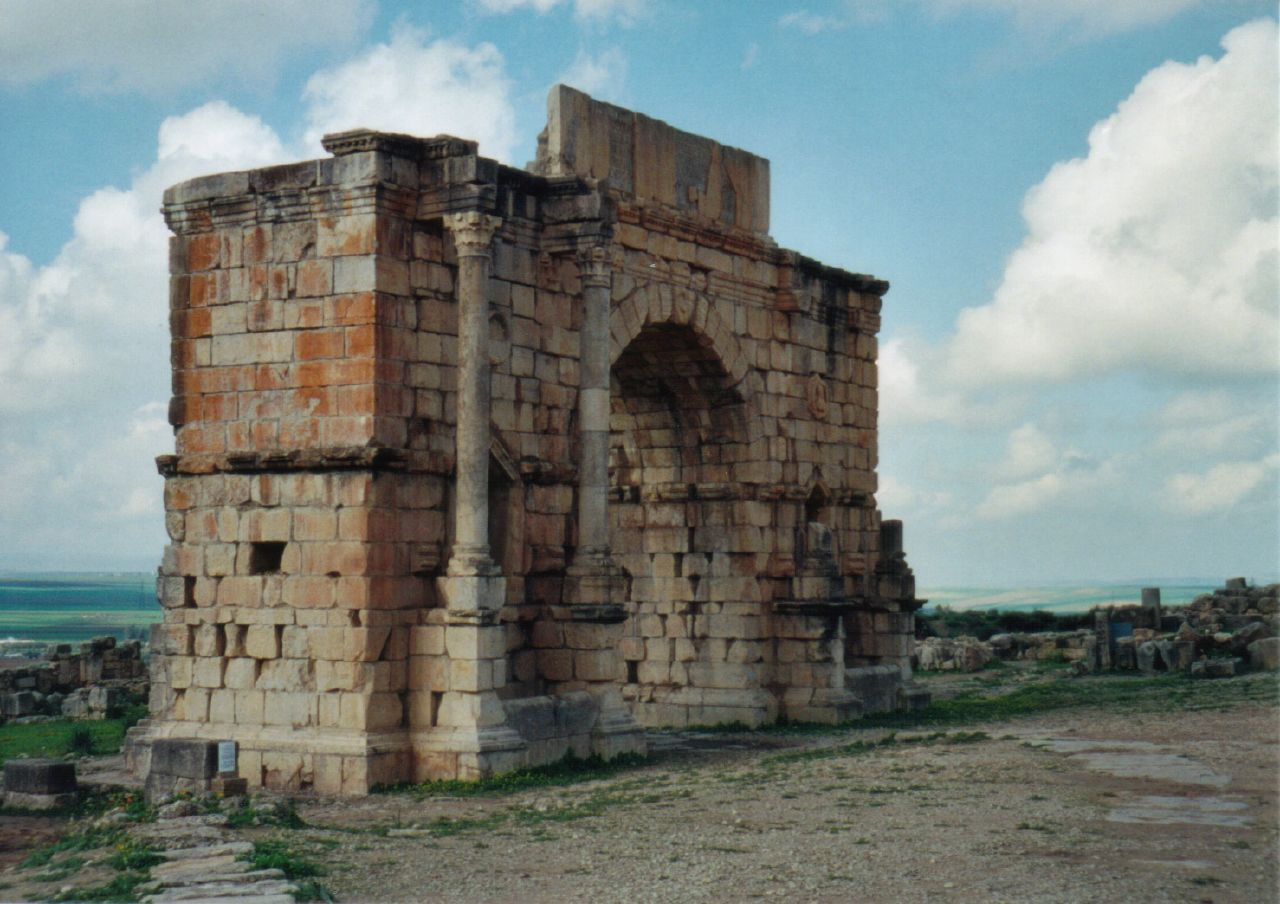
Триумфальна арка в Волюбілісі

Більша частина Марокко була залишена римлянами в III ст., проте Волюбіліс, на відміну від інших римських поселень, не був покинутий мешканцями. Ймовірно, місто було зруйноване під час землетрусу наприкінці IV ст. Волюбіліс знову був заселений в VI ст. — невелика кількість надгробків із написами латиною вказує на існування громади, яка вела відлік свого існування від дати заснування провінції. Знайдені монети показують, що місто також було населеним під час правління Аббасидів: на деяких із монет можна побачити напис Walila.
Джерела, що описують прихід Ідріса І в 788, вказують на те, що в цей час місто знаходилося під владою племені авраба, яке вітало нащадка Алі і невдовзі проголосило його імамом. Протягом трьох років Ідріс I зконсолідував більшу частину території, заснував перше поселення в Фесі та почав карбування грошей. Ідріс I помер 791 року, залишивши вагітну дружину з племені авраба на ім'я Кенза. Вірний раб Ідріса I Рашид був регентом до настання повноліття Ідріса II, після чого двір перемістився до Феса, залишивши керування містом аврабі.

## Розкопки
Будівлі Волюбіліса були сильно пошкоджені під час Лісабонського землетрусу 1755 року, окрім того, в XVIII ст. частина мармуру з руїн була використана для будівель у сусідньому Мекнесі.
В 1915 році французи розпочали археологічні розкопки, які тривали впродовж 1920-х і під час яких було знайдено велику кількість залишків давньоримського міста. Починаючи з 2000 року, розкопки ведуться під орудою University College London та Державного інституту археології та історичного насліддя Марокко (Institut National des Sciences de l'Archéologie et du Patrimoine). Під час розкопок було знайдено рештки, які, ймовірно, є залишками резиденції Ідріса І. Також було знайдено частину раннього середньовічного міста. На сьогодні велика кількість знайдених пам'яток відкрита для огляду в Археологічному музеї Рабата.

## Історичні споруди
- Базиліка
- Терми[4]
- Храм Юпітера
- Капітолій
- Триумфальна арка на честь едикту Каракалли
- Мозаїка
- Олійні
- Зерносховище

## Галерея

Волюбіліс
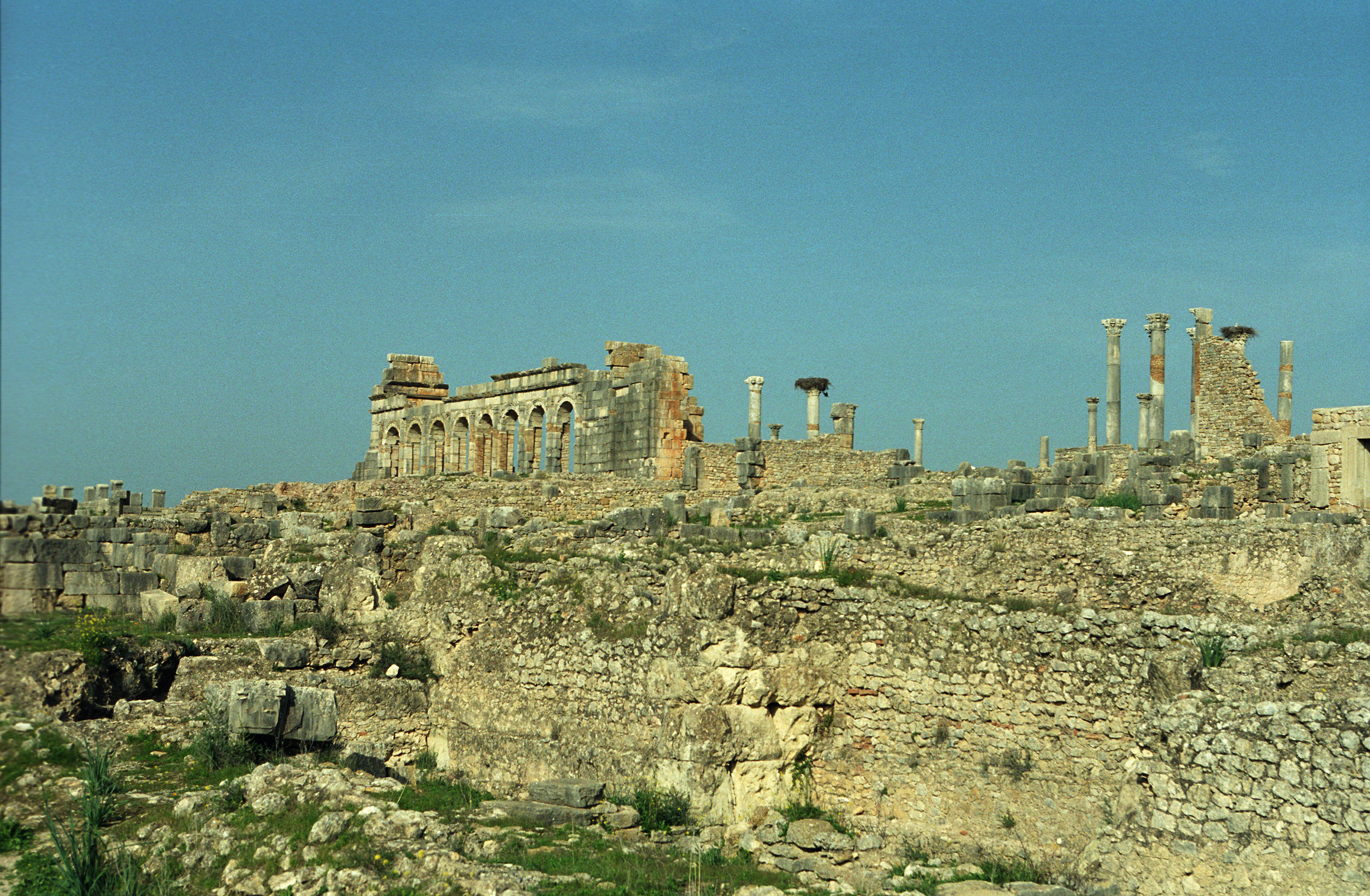
Загальний вигляд
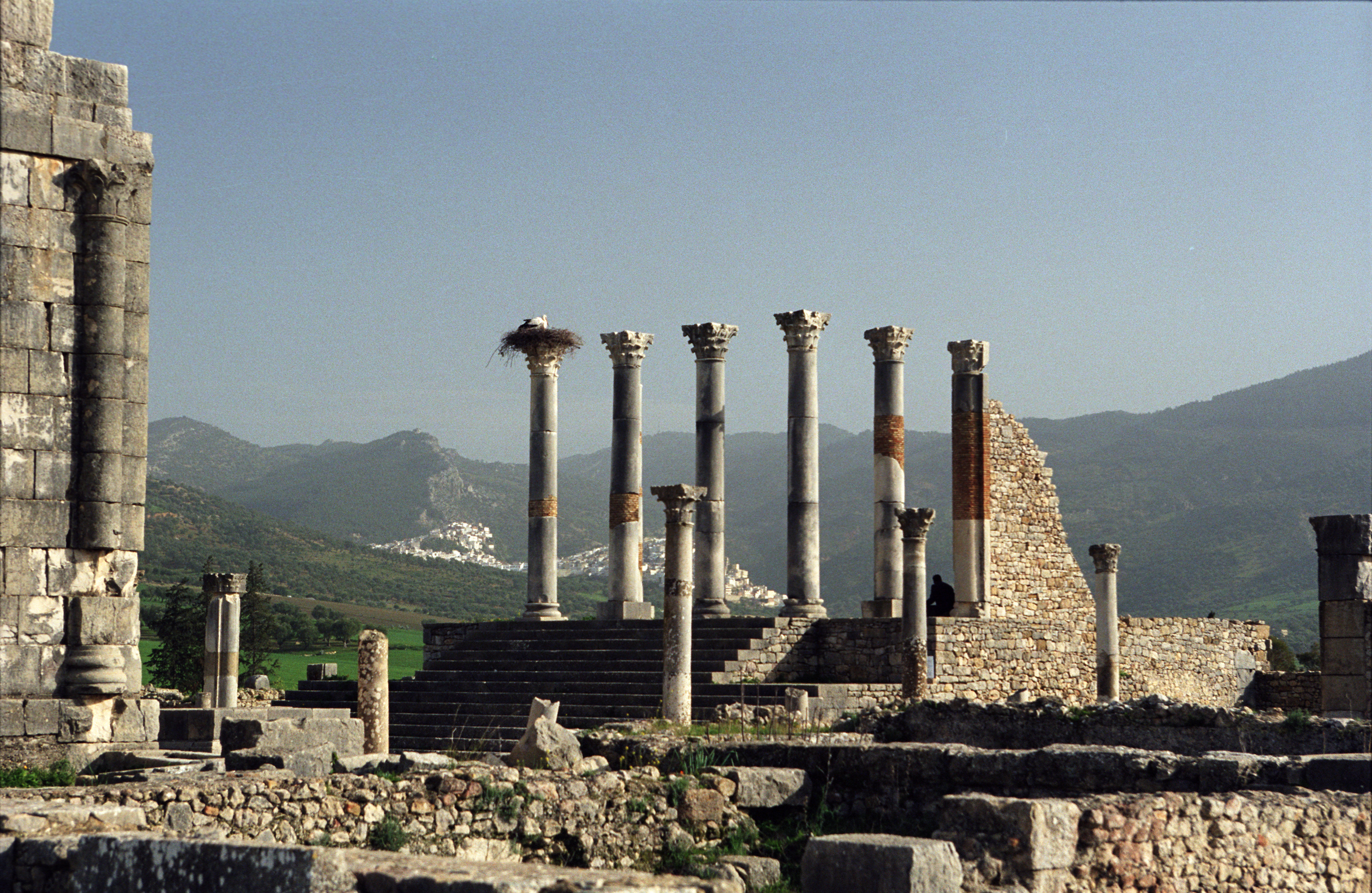
Капітолій
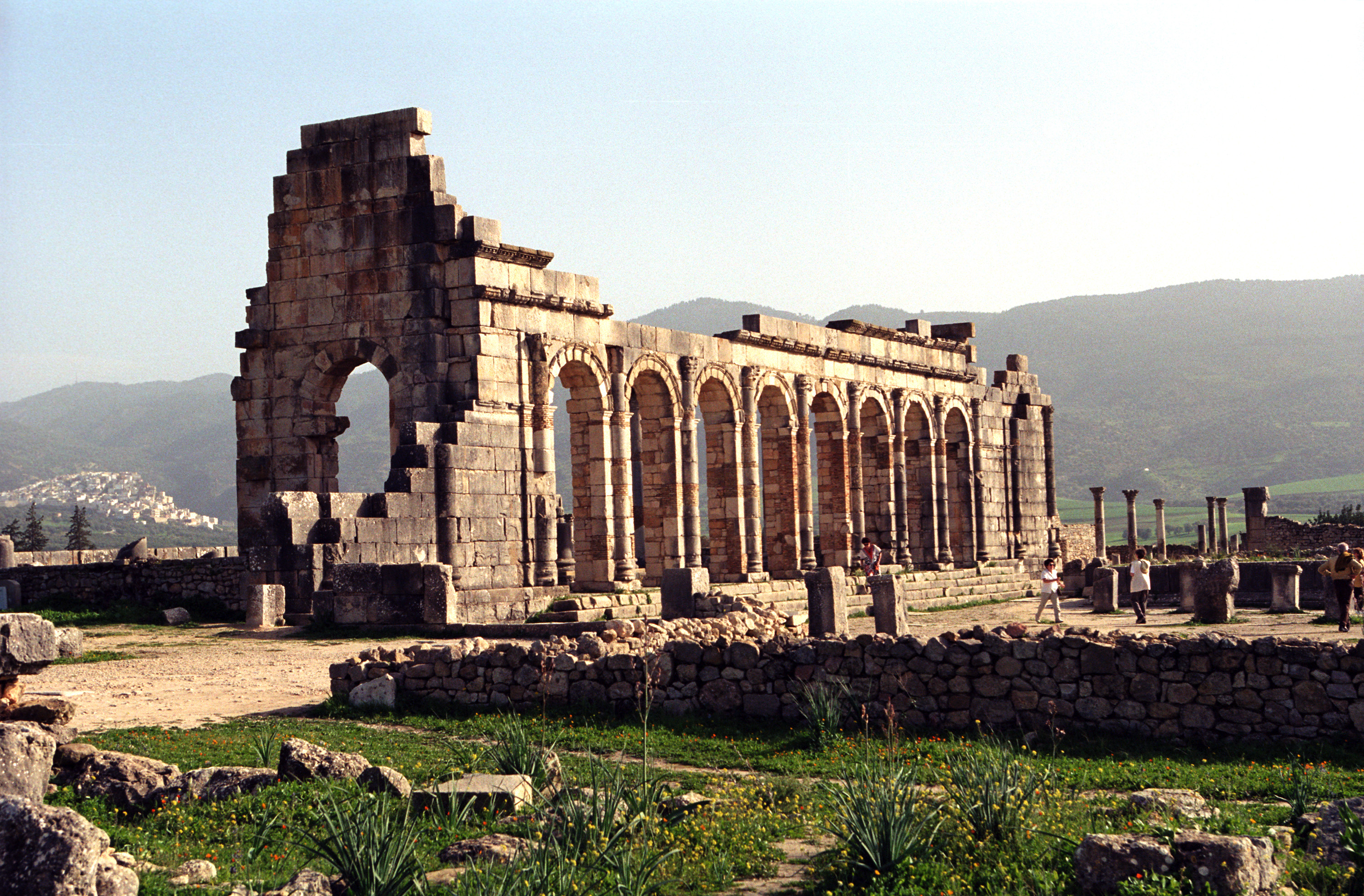
Базиліка
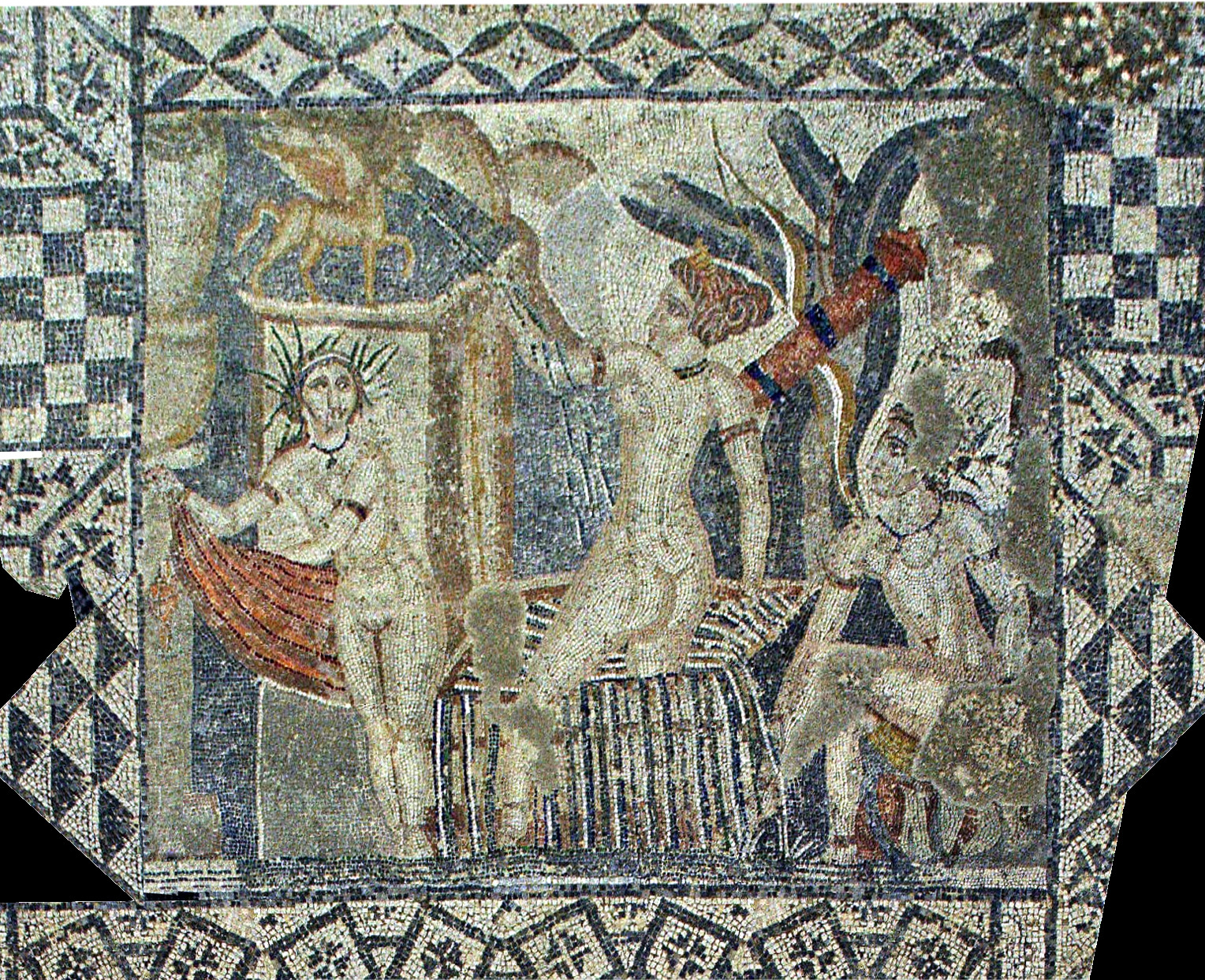
Мозаїка "Діана, що виходить з ванни"
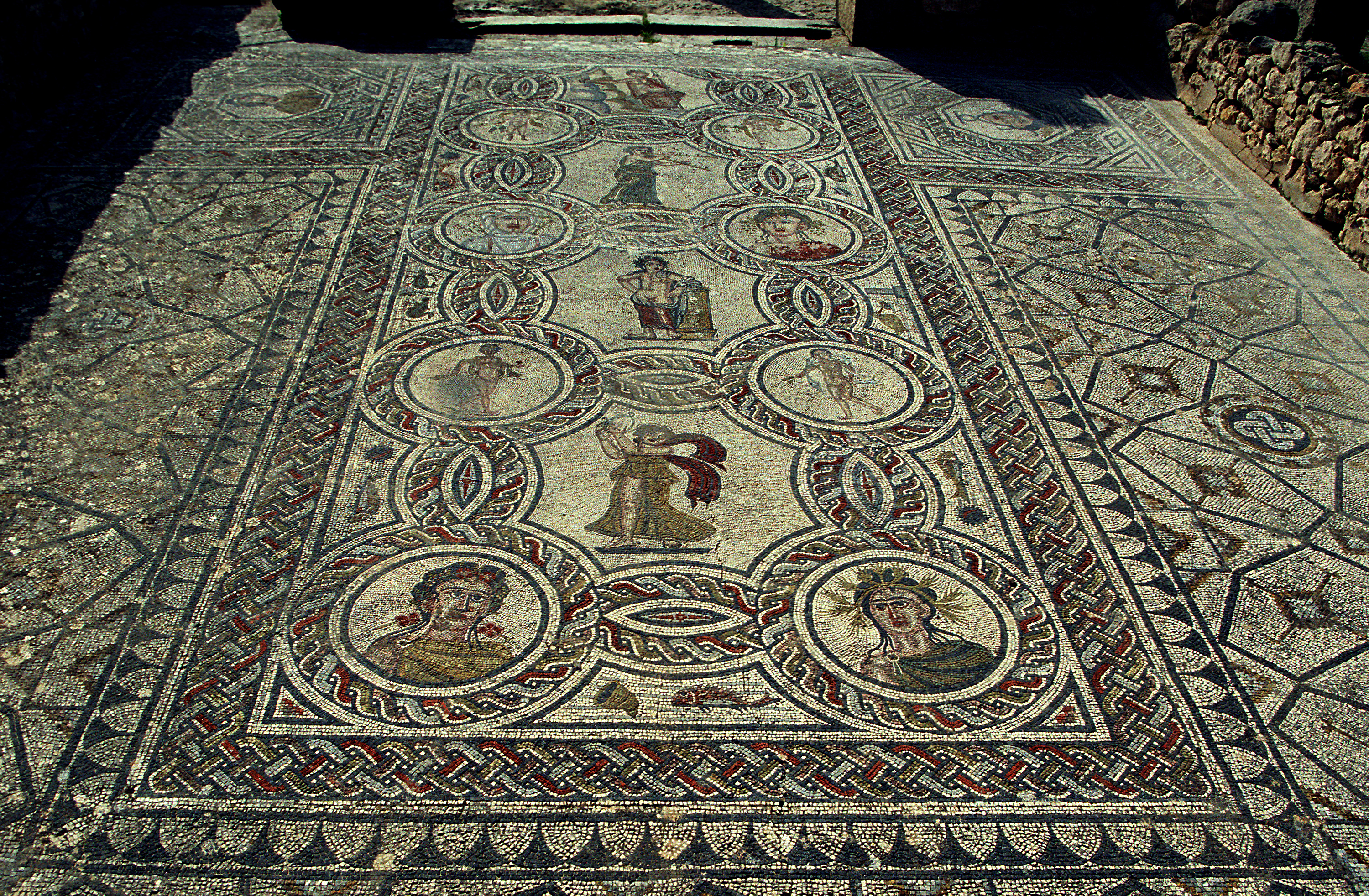
Мозаїка "Пори року"
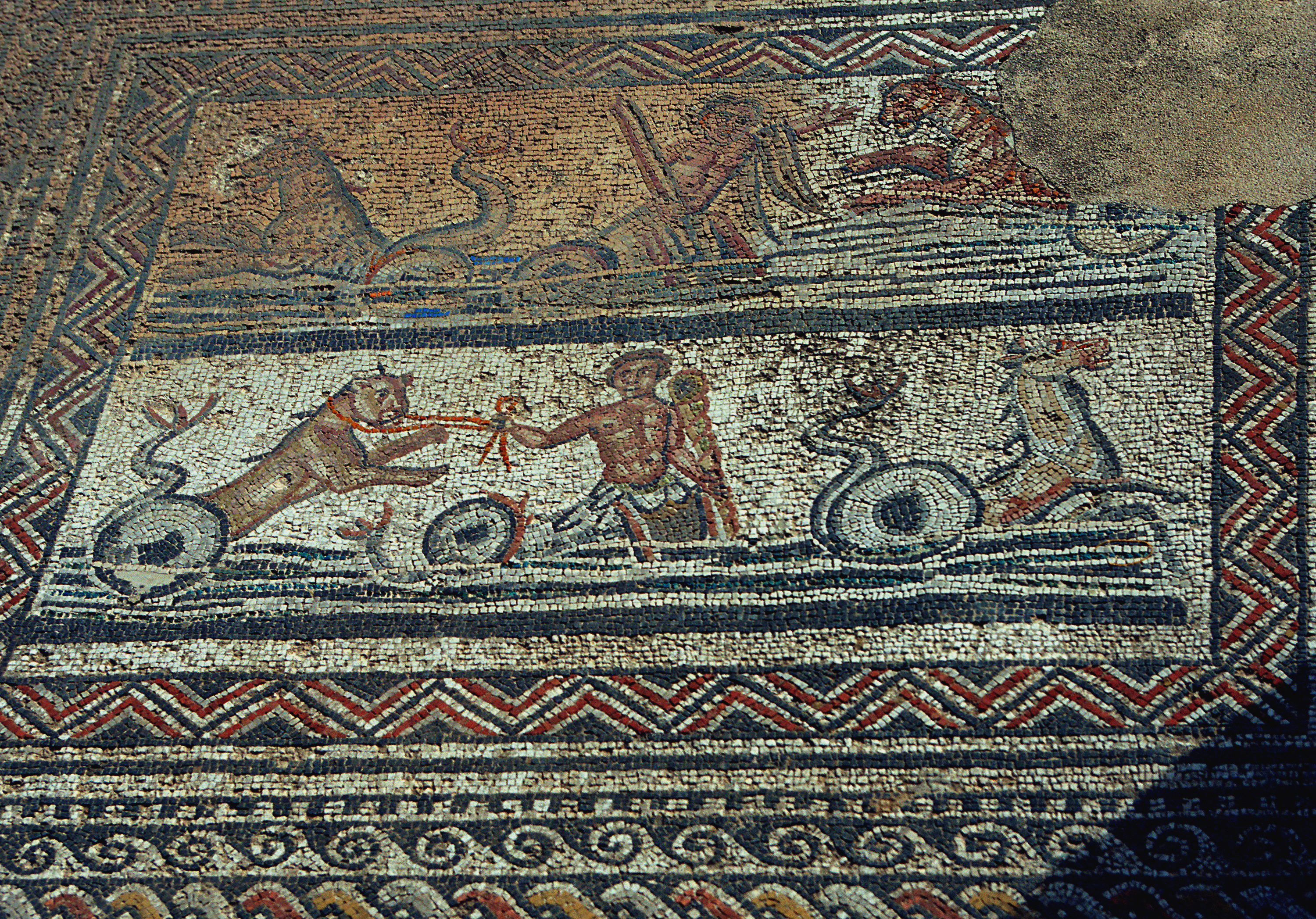
Мозаїка "Колісниця Амфітіона"
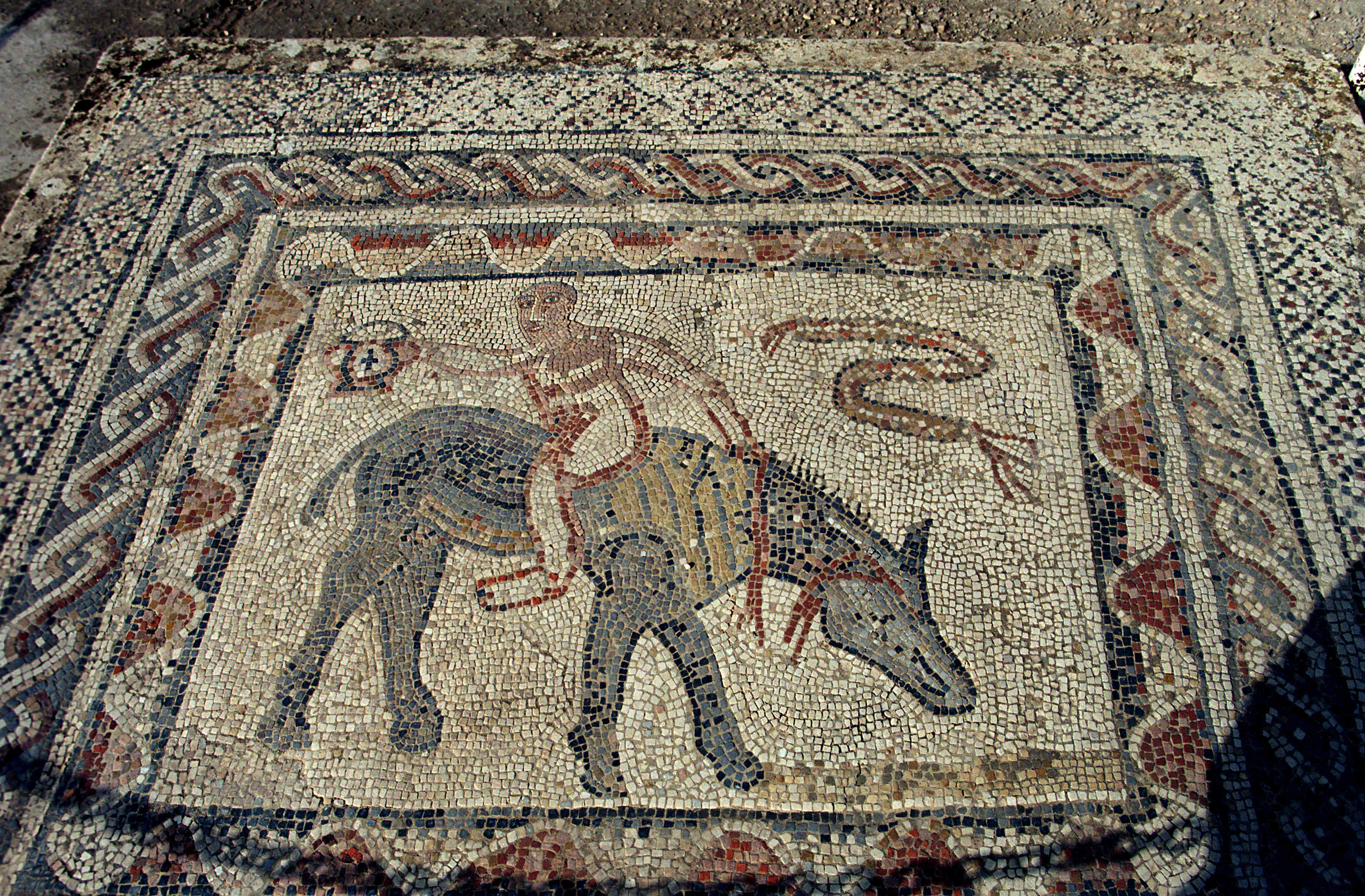
Мозаїка "Акробат"
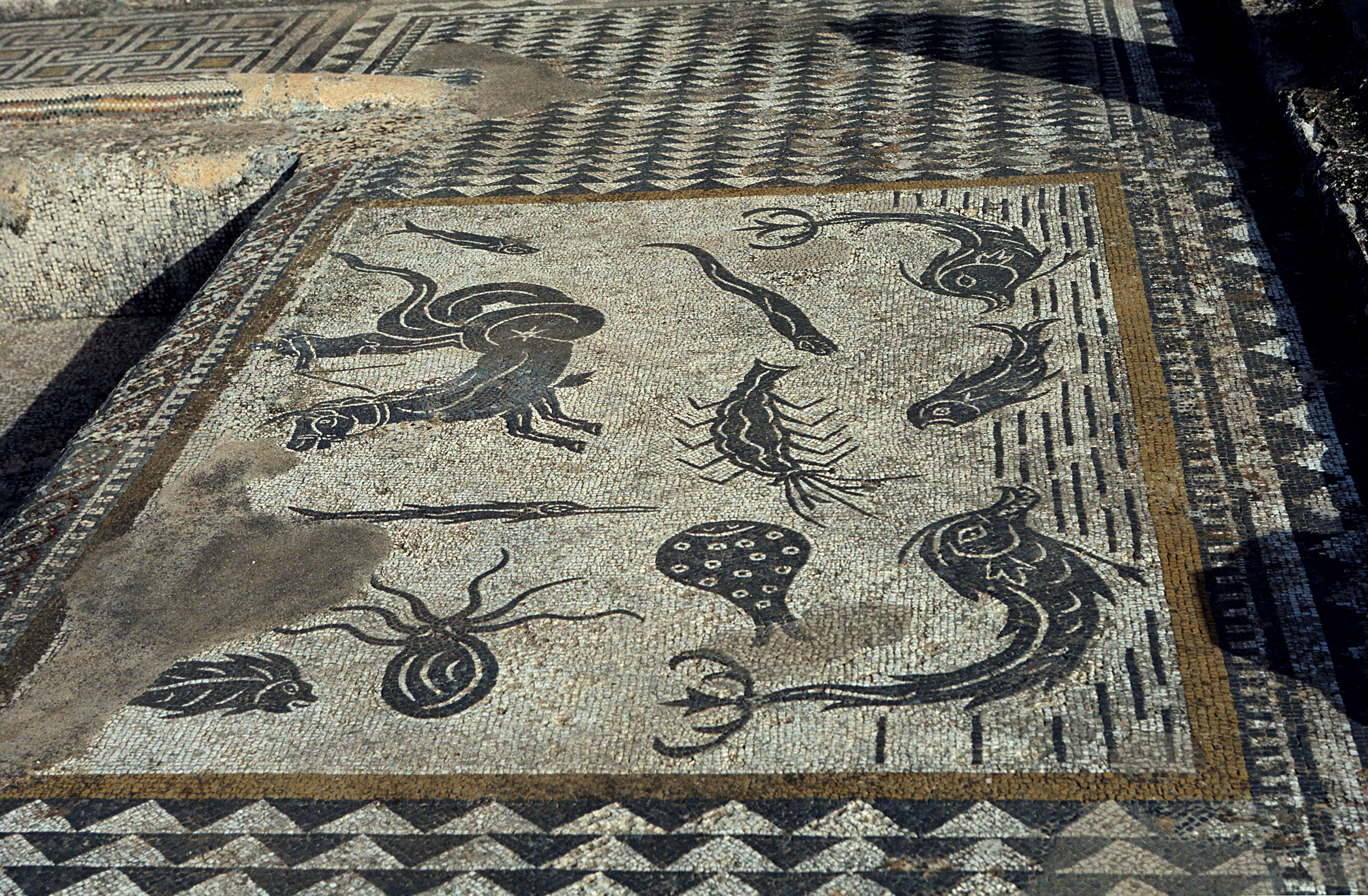
Мозаїка "Морські чудовиська"